# Resimaguina capitonis
Resimaguina capitonis är en insektsart som beskrevs av Young 1986. Resimaguina capitonis ingår i släktet Resimaguina och familjen dvärgstritar. Inga underarter finns listade i Catalogue of Life.